# Ben Currie

a Compétitions nationales et continentales officielles uniquement.

b Matchs officiels uniquement.
Ben Currie, né le 15 juillet 1994 en Angleterre, est un joueur de rugby à XIII anglais évoluant au poste de deuxième ligne ou de centre. Par ses origines, il a représenté l'Irlande à la Coupe du monde 2013. Il est désigné dans l'équipe de la saison de la Super League en 2016 au poste de deuxième ligne.

## Biographie
Il subit en septembre 2016 une grave blessure, déchirure du ligament antérieur croisé du genou, qui l'éloigne des terrains pour de longs mois.

## Palmarès
- Collectif :
  - Vainqueur de la Challenge Cup : 2012 et 2019 (Warrington).
  - Finaliste de la Coupe du monde : 2017 (Angleterre).
  - Finaliste de la Super League : 2012, 2013 et 2016 (Warrington).
  - Finaliste de la Challenge Cup : 2016 et 2024 (Warrington).

- Individuel :
  - Sélection dans la « Dream Team » de la Super League : 2016.

### En club

#### Statistiques
| Saison | Club              | Compétition  | Matchs | Points | Essais | Goals | Drops |
| ------ | ----------------- | ------------ | ------ | ------ | ------ | ----- | ----- |
| 2012   | Warrington Wolves | Super League | 5      | 10     | 2      | 0     | 0     |
| 2013   | Warrington Wolves | Super League | 20     | 28     | 7      | 0     | 0     |
| 2014   | Warrington Wolves | Super League | 24     | 32     | 8      | 0     | 0     |
| 2015   | Warrington Wolves | Super League | 27     | 56     | 14     | 0     | 0     |
| 2016   | Warrington Wolves | Super League | 29     | 68     | 17     | 0     | 0     |